# Đường sắt Phủ Lý – Thịnh Châu
Đường sắt Phủ Lý - Thịnh Châu là một tuyến nhánh với điểm đầu xuất phát từ ga Phủ Lý, tách khỏi tuyến đường sắt Bắc Nam, đi về phía tây thành phố Phủ Lý và tới bãi đá Phủ Lý. Tuyến dài 6 km và chuyên dùng để vận chuyển đá dăm từ mỏ đá Phủ Lý đi các tỉnh phía bắc và phía nam dùng để rải nền cho đường sắt. Năng lực thông qua của tuyến là 1 đôi tàu/ ngày đêm, phần lớn chỉ là tàu chở đá. Điểm cuối là ga Thịnh Châu thuộc địa phận phường Châu Sơn, thành phố Phủ Lý, tỉnh Hà Nam. Tuyến thuộc quản lý của Tổng công ty Đường sắt Việt Nam.